# Ferns (County Wexford)
Ferns (irisch Fearna, dt. „Erlenbäume“, älter Fearna Mór Maedhóg) ist ein Ort im County Wexford im Südosten der Republik Irland. Bei der Volkszählung 2022 hatte Ferns 1317 Einwohner.

## Geschichte
Vermutlich wurde Ferns im 6. Jahrhundert als Klosteranlage gegründet. Die Stadt war Hauptstadt des Königreichs Leinster.
Dermot MacMurrough gründete St. Mary’s Abbey, ein mittelalterliches Kloster der Regularkanoniker (Augustiner) und wurde dort 1171 auch begraben.
Um 1200 ließ William Marshal eine Burganlage erbauen. Während der Kriege Mitte des 17. Jahrhunderts wurde sie 1641 von William Coote, der auf Seiten der Parlamentarier kämpfte, stark zerstört. Die Bevölkerung wurde niedergemetzelt.
Im 13. Jahrhundert wurde die Kathedrale gebaut, die 1577 abbrannte. Von ihr stehen noch einige Mauern mit ihren schlanken Spitzbogenfenstern (Lanzettfenstern).

## Sehenswürdigkeiten
- Die Fragmente mehrerer Hochkreuze, die teils auf neuen Schäften wieder aufgesetzt sind[6]
- Die Ruinen der mittelalterlichen Klosteranlage mit einem rundturmähnlichen Turm
- Die Ruinen der mittelalterlichen Kathedrale
- Die Ruinen von Ferns Castle
- Der verzierte Schaft eines Hochkreuzes, unter dem sich das Grab von Diarmuid Mac Murchadha Caomhánach  (Dermot MacMurrough) befindet
- Ein Grab mit vermutlichen Überresten von Father Murphy[7]

## Verkehrsanbindung
Ferns liegt an der N11, die Dublin mit Wexford verbindet, und hier zwischen den beiden Städten Gorey und Enniscorthy. Es bestehen tagsüber nahezu stündliche Busverbindungen von und nach Dublin und Wexford.
Ferns liegt auch an der Bahnlinie von Dublin nach Wexford und Rosslare; der Bahnhof wurde nach 114 Jahren 1977 jedoch endgültig geschlossen und es halten dort keine Züge mehr.

## Bilder

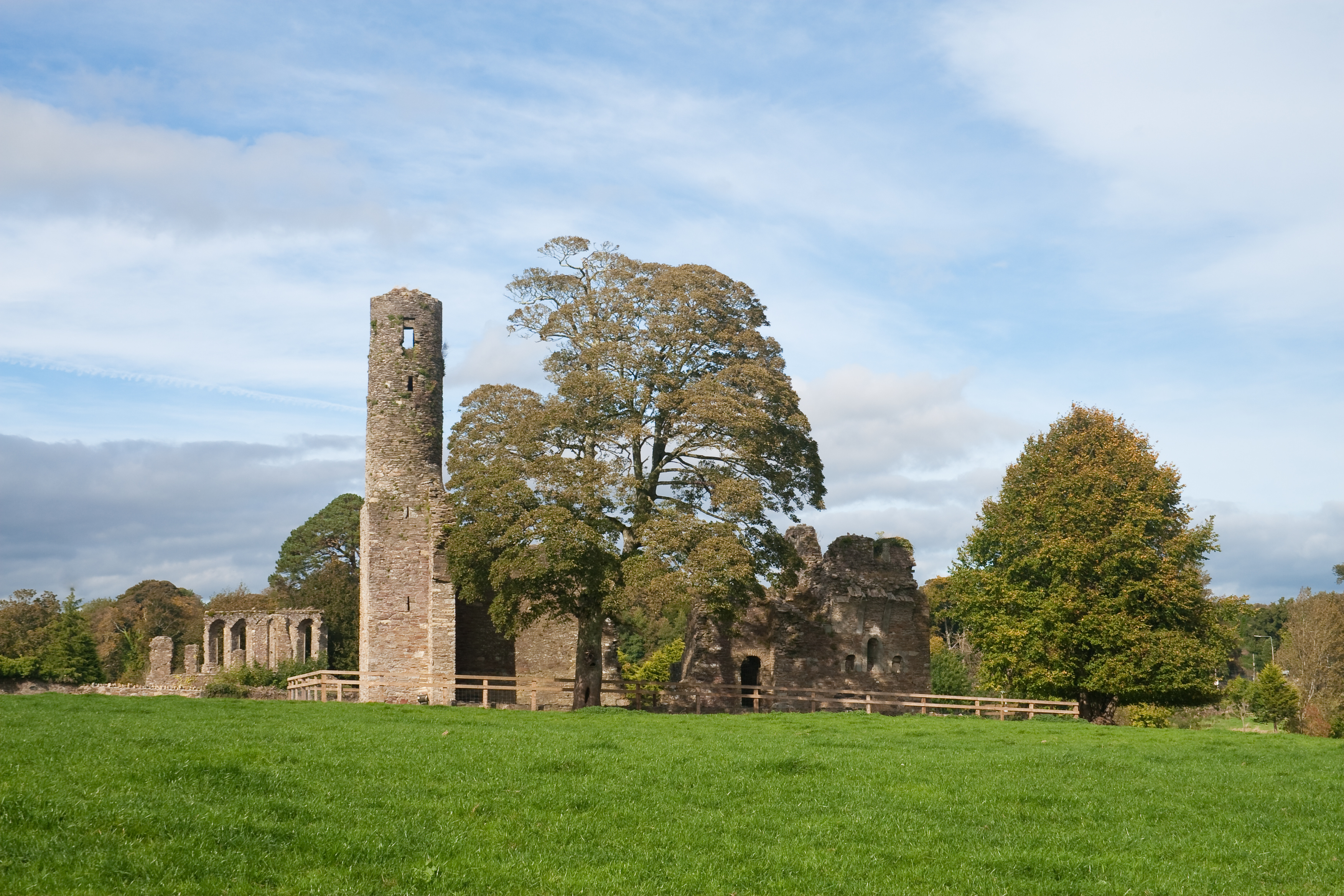
St. Mary’s Klosterruine
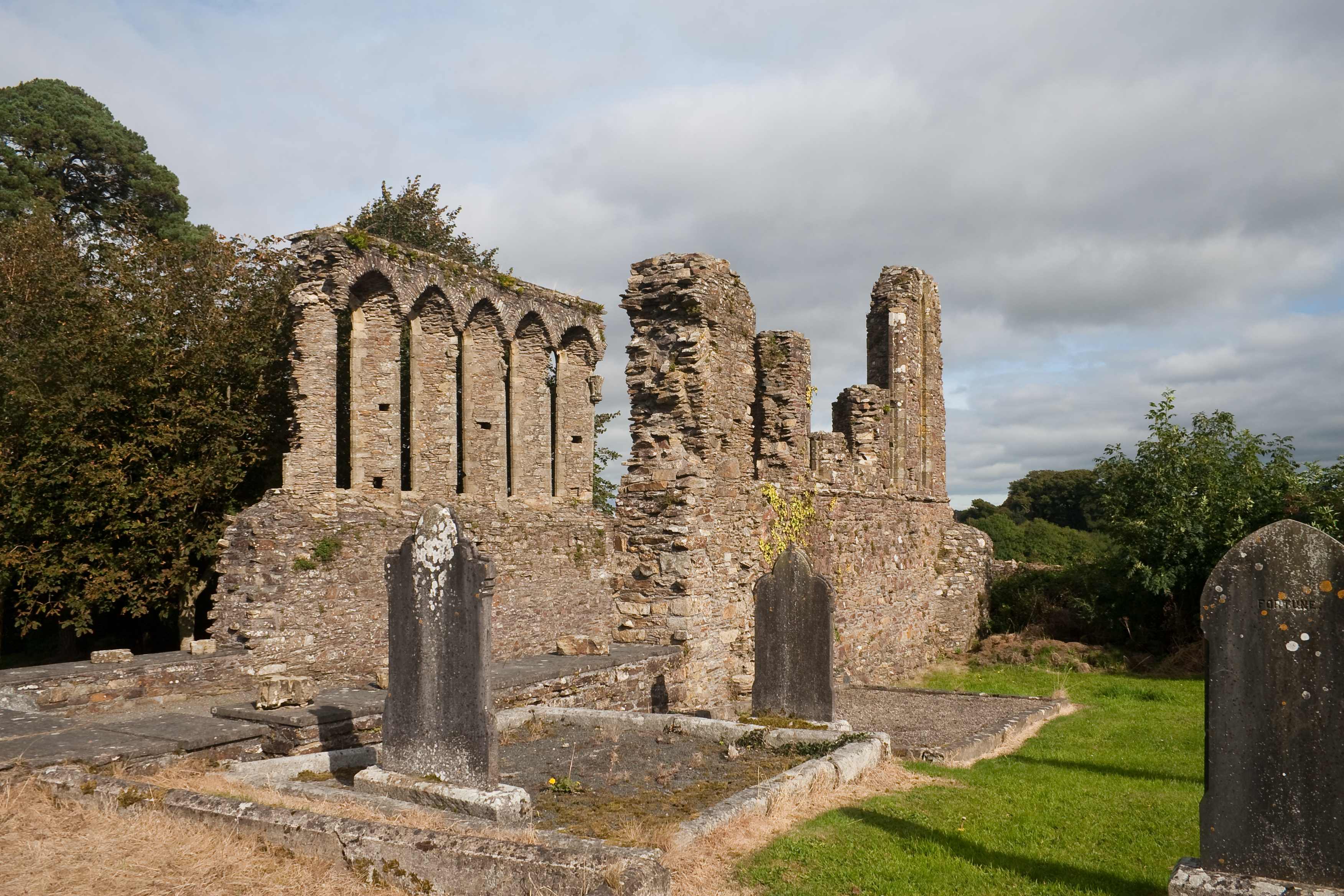
Ruine der Kathedrale
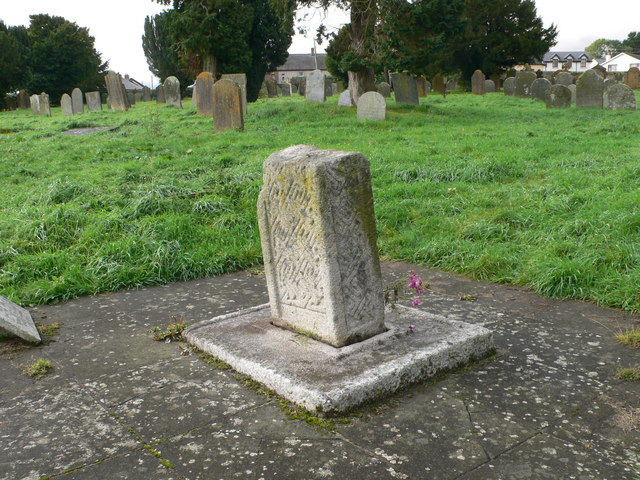
Hochkreuzfragment (Grab von Dermot MacMurrough)
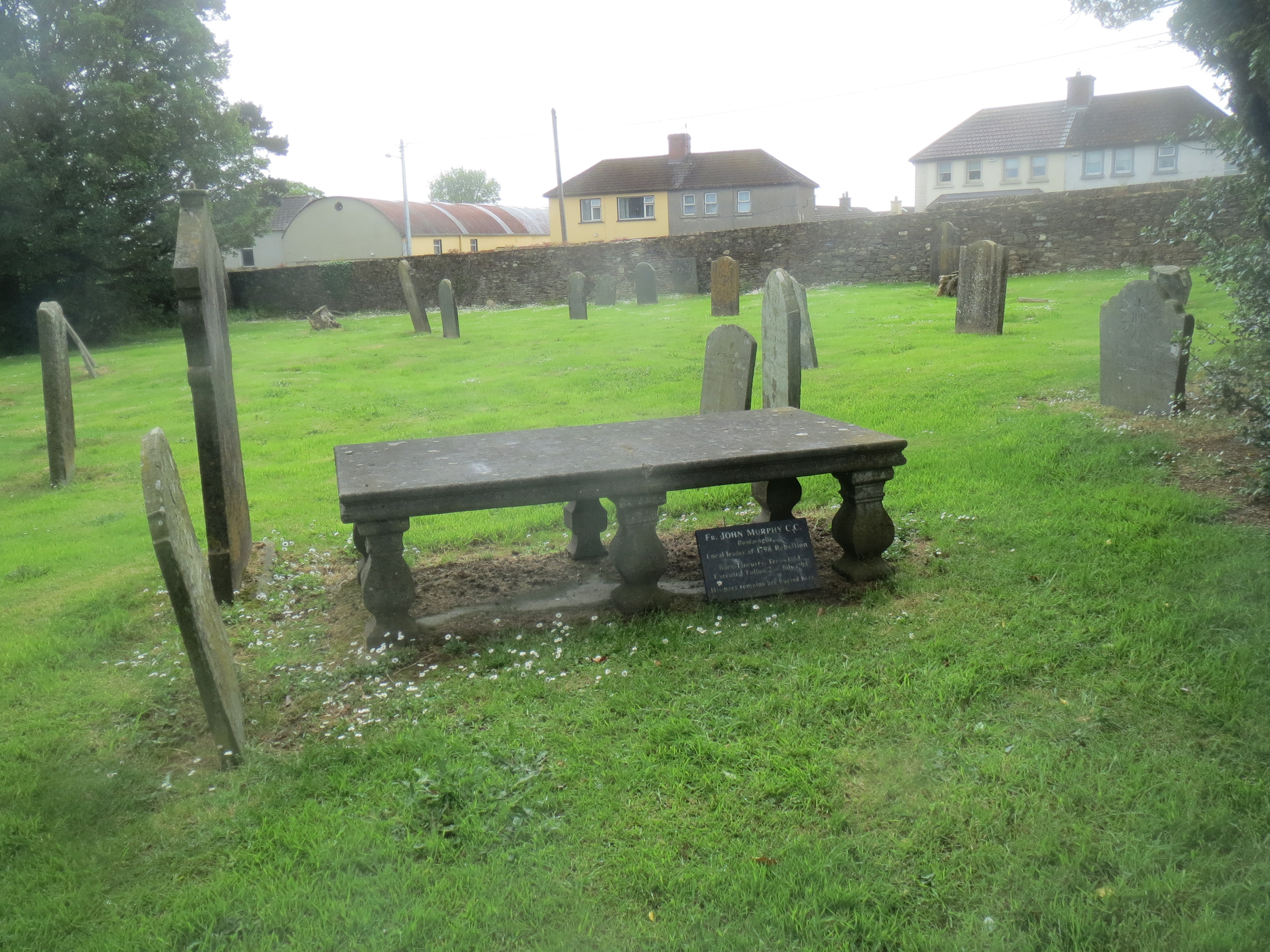
Grab von Father Murphy
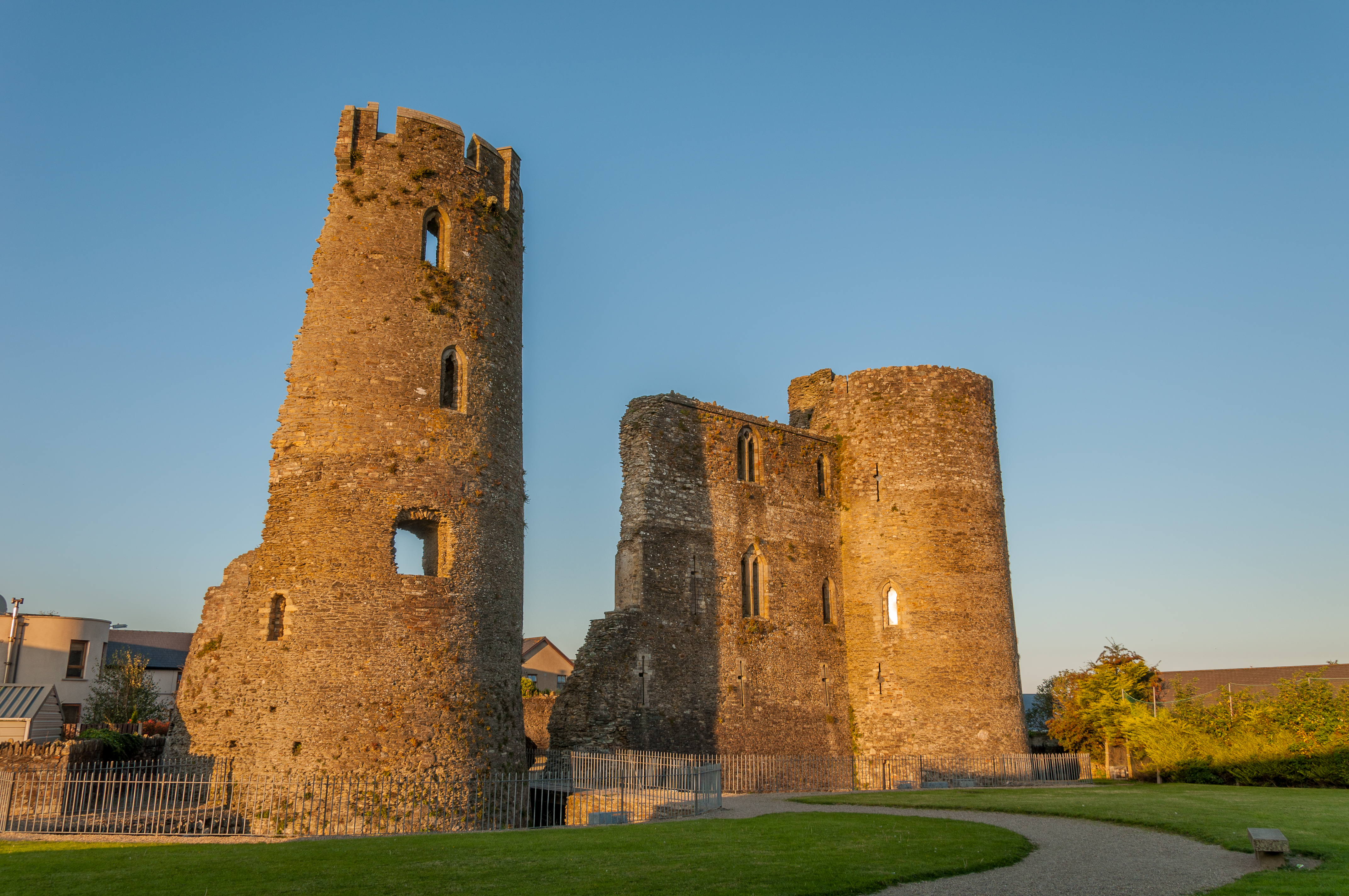
Ferns Castle